# Eduard Gölzenleuchter

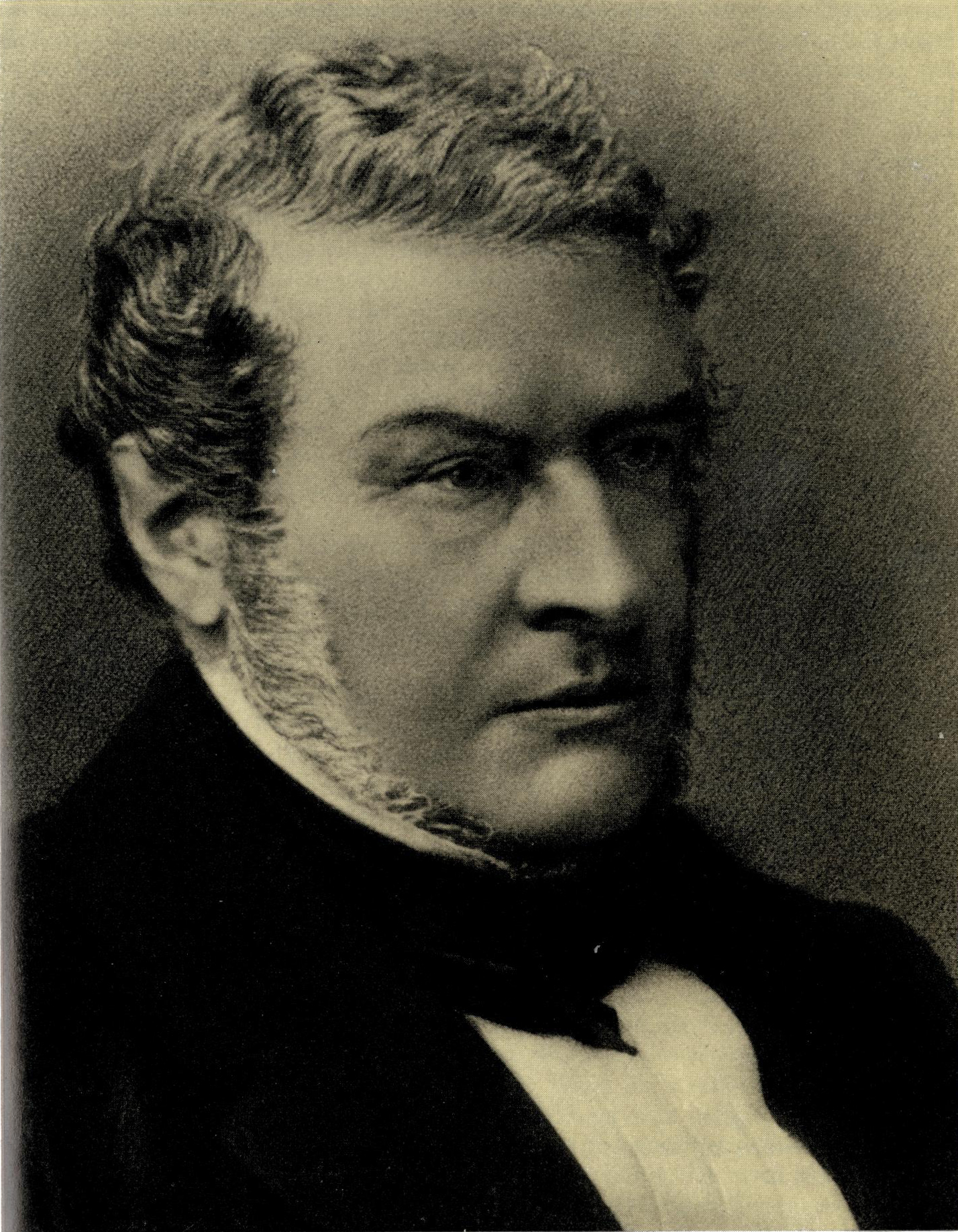
Eduard Gölzenleuchter

Heinrich Wilhelm Eduard Gölzenleuchter (auch Goelzenleuchter) (* 28. Februar 1810 in Offenbach am Main; † nach 1866) war ein hessischer Kaufmann und Politiker und Abgeordneter der 2. Kammer der Landstände des Großherzogtums Hessen.
Eduard Gölzenleuchter war der Sohn des Handelsmanns Johann Martin Gölzenleuchter und dessen Ehefrau Wilhelmine Christine, geborene Döring. Gölzenleuchter, der evangelischen Glaubens war, heiratete Maria Elisabeth geborene Müller.
Gölzenleuchter war Kaufmann in Offenbach. 1850 bis 1863 war er Präsident der Handelskammer Offenbach. Bei der Gründung der Kammer 1821 war bereits sein Vater Mitglied gewesen.
1849 gehörte er der Zweiten Kammer der Landstände an. Er wurde für den Wahlbezirk der Stadt Offenbach gewählt.